# سباركس
سباركس (بالإنجليزية: Sparks)‏ سباركس هي مدينة في مقاطعة واشو في ولاية نيفادا الأمريكية. تأسست في عام 1904 وأدخلت في 15 مارس 1905، وهي تقع شرق رينو مباشرة. بلغ عدد سكان المدينة 90,264 نسمة حسب لتعداد عام 2010. وهي خامس مدينة من حيث عدد السكان في ولاية نيفادا. وسميت على حاكم ولاية نيفادا الراحل جون سباركس الذي كان عضوا في الحزب الفضي.
تقع مدينة سباركس داخل منطقة العاصمة رينو سباركس.

## التركيبة السكانية
حدّد مكتب تعداد الولايات المتحدة بيانات التركيبة السكانية لسباركس في تعداد الولايات المتحدة. في ما يلي، التركيبة السكانية حسب تعدادي 2000 و2010.

### تعداد عام 2000
بلغ عدد سكان سباركس 66,346 نسمة بحسب تعداد عام 2000، وبلغ عدد الأسر 24,601 أسرة وعدد العائلات 16,637 عائلة مقيمة في المدينة. في حين سجلت الكثافة السكانية 712.9 نسمة لكل كيلومتر مربع (1,846.4/ميل2). وبلغ عدد الوحدات السكنية 26,025 وحدة بمتوسط كثافة قدره 279.6 لكل كيلومتر مربع (724.2/ميل2).
وتوزع التركيب العرقي للمدينة بنسبة 78.38% من البيض و2.40% من الأمريكيين الأفارقة و1.18% من الأمريكيين الأصليين و4.99% من الأمريكيين ذوي الأصول الآسيوية و0.50% من سكان جزر المحيط الهادئ و9.11% من الأعراق الأخرى و3.46% من عرقين مختلطين أو أكثر و19.70% من الهسبانيون أو اللاتينيون من أي عرق.
بلغ عدد الأسر 24,601 أسرة كانت نسبة 38.7% منها لديها أطفال تحت سن الثامنة عشر تعيش معهم، وبلغت نسبة الأزواج القاطنين مع بعضهم البعض 50% من أصل المجموع الكلي للأسر، ونسبة 12% من الأسر كان لديها معيلات من الإناث دون وجود شريك، بينما كانت نسبة 5.6% من الأسر لديها معيلون من الذكور دون وجود شريكة وكانت نسبة 32.4% من غير العائلات. تألفت نسبة 24.3% من أصل جميع الأسر من عدة أفراد يعيشون في نفس المنزل ونسبة 7.7% كانت تتألف من شخص يعيش بمفرده يبلغ من العمر 65 عاماً أو أكثر. وبلغ متوسط حجم الأسرة المعيشية 2.67، أما متوسط حجم العائلات فبلغ 3.19.
بلغ العمر الوسطي للسكان 34.5 عاماً. وكانت نسبة 26.8% من القاطنين تحت سن الثامنة عشر، وكانت نسبة 9.1% بين الثامنة عشر والرابعة والعشرين عاماً، ونسبة 31.5% كانت واقعةً في الفئة العمرية ما بين الخامسة والعشرين والرابعة والأربعين عاماً، ونسبة 22% كانت ما بين الخامسة والأربعين والرابعة والستين، ونسبة 9.6% كانت ضمن فئة الخامسة والستين عاماً فما فوق. يوجد لكل 100 أنثى 98.1 ذكر، ويوجد لكل 100 أنثى في الثامنة عشر من عمرها فما فوق 96.5 ذكر.
بلغ متوسط دخل الأسرة في المدينة 45,745 دولارًا، أما متوسط دخل العائلة فبلغ 52,029 دولارًا. وكان متوسط دخل الذكور 35,215 دولارًا مقابل 28,242 دولارًا للإناث. وسجل دخل الفرد الخاص بالمدينة 21,122 دولارًا. وكانت نسبة 6.5% من العائلات ونسبة 8% من السكان تحت خط الفقر، وكان من هؤلاء نسبة 10.2% تحت سن الثامنة عشر ونسبة 5.5% في الخامسة والستين من العمر وما فوق.

### تعداد عام 2010
بلغ عدد سكان سباركس 90,264 نسمة بحسب تعداد عام 2010، وبلغ عدد الأسر 33,502 أسرة وعدد العائلات 22,598 عائلة مقيمة في المدينة. في حين سجلت الكثافة السكانية 969.9 نسمة لكل كيلومتر مربع (2,512.0/ميل2). وبلغ عدد الوحدات السكنية 36,455 وحدة بمتوسط كثافة قدره 391.7 لكل كيلومتر مربع (1,014.5/ميل2).
وتوزع التركيب العرقي للمدينة بنسبة 74.45% من البيض و2.62% من الأمريكيين الأفارقة و1.24% من الأمريكيين الأصليين و5.85% من الأمريكيين ذوي الأصول الآسيوية و0.65% من سكان جزر المحيط الهادئ و11.21% من الأعراق الأخرى و3.98% من عرقين مختلطين أو أكثر و26.25% من الهسبانيون أو اللاتينيون من أي عرق.
بلغ عدد الأسر 33,502 أسرة كانت نسبة 36.5% منها لديها أطفال تحت سن الثامنة عشر تعيش معهم، وبلغت نسبة الأزواج القاطنين مع بعضهم البعض 47.7% من أصل المجموع الكلي للأسر، ونسبة 13% من الأسر كان لديها معيلات من الإناث دون وجود شريك، بينما كانت نسبة 6.8% من الأسر لديها معيلون من الذكور دون وجود شريكة وكانت نسبة 32.5% من غير العائلات. تألفت نسبة 24.3% من أصل جميع الأسر من عدة أفراد يعيشون في نفس المنزل ونسبة 8.3% كانت تتألف من شخص يعيش بمفرده يبلغ من العمر 65 عاماً أو أكثر. وبلغ متوسط حجم الأسرة المعيشية 2.68، أما متوسط حجم العائلات فبلغ 3.20.
بلغ العمر الوسطي للسكان 35.5 عاماً. وكانت نسبة 25.8% من القاطنين تحت سن الثامنة عشر، وكانت نسبة 9.7% بين الثامنة عشر والرابعة والعشرين عاماً، ونسبة 27.6% كانت واقعةً في الفئة العمرية ما بين الخامسة والعشرين والرابعة والأربعين عاماً، ونسبة 25.6% كانت ما بين الخامسة والأربعين والرابعة والستين، ونسبة 11.3% كانت ضمن فئة الخامسة والستين عاماً فما فوق. وتوزع التركيب الجنسي للسكان بنسبة 49.4% ذكور و50.6% إناث.

## المناخ
يظهر الجدول التالي التغييرات المناخية على مدار السنة لسباركس:
| البيانات المناخية لـسباركس        | البيانات المناخية لـسباركس | البيانات المناخية لـسباركس | البيانات المناخية لـسباركس | البيانات المناخية لـسباركس | البيانات المناخية لـسباركس | البيانات المناخية لـسباركس | البيانات المناخية لـسباركس | البيانات المناخية لـسباركس | البيانات المناخية لـسباركس | البيانات المناخية لـسباركس | البيانات المناخية لـسباركس | البيانات المناخية لـسباركس | البيانات المناخية لـسباركس |
| الشهر                             | يناير                      | فبراير                     | مارس                       | أبريل                      | مايو                       | يونيو                      | يوليو                      | أغسطس                      | سبتمبر                     | أكتوبر                     | نوفمبر                     | ديسمبر                     | المعدل السنوي              |
| --------------------------------- | -------------------------- | -------------------------- | -------------------------- | -------------------------- | -------------------------- | -------------------------- | -------------------------- | -------------------------- | -------------------------- | -------------------------- | -------------------------- | -------------------------- | -------------------------- |
| متوسط درجة الحرارة الكبرى °ف (°م) | 47 (8)                     | 53 (12)                    | 59 (15)                    | 65 (18)                    | 74 (23)                    | 84 (29)                    | 92 (33)                    | 90 (32)                    | 83 (28)                    | 71 (22)                    | 56 (13)                    | 47 (8)                     | 68 (20)                    |
| متوسط درجة الحرارة الصغرى °ف (°م) | 23 (−5)                    | 26 (−3)                    | 31 (−1)                    | 35 (2)                     | 42 (6)                     | 48 (9)                     | 53 (12)                    | 51 (11)                    | 44 (7)                     | 35 (2)                     | 28 (−2)                    | 23 (−5)                    | 37 (3)                     |
| الهطول إنش (مم)                   | 1.12 (28)                  | 0.97 (25)                  | 0.86 (22)                  | 0.60 (15)                  | 0.63 (16)                  | 0.47 (12)                  | 0.28 (7.1)                 | 0.32 (8.1)                 | 0.41 (10)                  | 0.63 (16)                  | 0.91 (23)                  | 1.13 (29)                  | 8.33 (211.2)               |
| المصدر:                           |                            |                            |                            |                            |                            |                            |                            |                            |                            |                            |                            |                            |                            |

## أعلام
- آرشي كامبل
- ميدشن أميك
- جينا مالون
- لويد باتلر
- جيم غيبونز